# Автоматична телефонна централа
Автоматичната телефонна централа (АТЦ) е автоматизирана телефонна централа.
В нея връзката се осъществява между 2 телефонни абоната, които се наричат викащ и викан. Връзката се изгражда автоматично – без човешка намеса. Викащият абонат чрез телефонния си апарат набира номера на викания абонат.
Към автоматичната телефонна централа се изпращат електронни импулси, които задействат комутационната и система и изграждат връзката. Чрез избирателни стъпала комутационната система осигурява път за предаване на информация от който и да е вход (викащ абонат) към някой от изходите (викан абонат), а управляващото устройство управлява избирателните стъпала.
В зависимост от елементите в избирателните стъпала и от управляващите устройства автоматичната телефонна централа бива стъпкова и координантна. В стъпковата автоматичната телефонна централа се използват стъпкови избирачи, а основните елементи на координатна са многократни координатни съединители.
Автоматичната телефонна централа система „Кроспойнт“ се състои от периферни и централни устройства, които управляват комутацията и таксуват разговора. В електронните автоматични телефонни централи комутационните системи и управляващите устройства са изградени от електронни елементи, а в квазиелектронните – от бързодействащи електромагнитни комутационни устройства.